# Champawat
Champawat es un pueblo y nagar Panchayat situado en el distrito de Champawat,  en el estado de Uttarakhand (India). Su población es de 4801 habitantes (2011). 

## Demografía
Según el censo de 2011 la población de Champawat  era de 4801 habitantes, de los cuales 2543 eran hombres y 2258 eran mujeres. Champawat tiene una tasa media de alfabetización del 91,69%, superior a la media estatal del 78,82%: la alfabetización masculina es del 95,91%, y la alfabetización femenina del 87,04%.